# Dark Lane Demo Tapes
Dark Lane Demo Tapes é a quinta mixtape do rapper e cantor canadense Drake. A mixtape é uma compilação de músicas que foram lançadas no SoundCloud ou vazaram na internet, além de músicas novas, e é considerada um "aquecimento" para o sexto álbum de estúdio de Drake, Certified Lover Boy (2021). Foi lançado em 1 de maio de 2020, pela OVO Sound e Republic Records. A produção ficou a cargo do colaborador de longa data de Drake, 40, entre outros. Participações especiais incluem Future, Young Thug, Chris Brown, Playboi Carti, Giveon, Fivio Foreign e Sosa Geek.